# Asiagomphus xanthenatus
Asiagomphus xanthenatus – gatunek ważki z rodziny gadziogłówkowatych (Gomphidae).